# 四方溪乡
四方溪乡，是中华人民共和国湖南省张家界市桑植县下辖的一个乡镇级行政单位。

## 行政区划
四方溪乡下辖以下地区：
洪家峪村、大洞包村、斋公坪村、响水洞村、四方溪村、芭蕉亚村、社仓坪村、茶元坪村、塔场坪村和平头岩村。